# خانه غفاری
خانه غفاری مربوط به دوره قاجار است و در کرمان، خیابان شهید مطهری (احمدی)، کوچه شهید مطهری، پلاک ۲ واقع شده و این اثر در تاریخ ۲۷ مرداد ۱۳۸۲ با شمارهٔ ثبت ۹۵۶۱ به‌عنوان یکی از آثار ملی ایران به ثبت رسیده است.